# مونيا أصفر الردف
مونيا أصفر الردف (الاسم العلمي: Lonchura flaviprymna) (بالإنجليزية: Yellow-rumped Munia)‏ هي نوع من الطيور تتبع جنس المونيا من فصيلة شمعية المنقار.